# The Siket Disc
The Siket Disc es el décimo álbum de la banda estadounidense de rock Phish. Se lanzó en 1999 a través de la página web de la banda y por petición por correo, llegando a las tiendas el 7 de noviembre de 2000 por medio de Elektra Records. Es un álbum de rock instrumental, a excepción de "Quadrophonic Toppling" que simplemente es un sample de la voz de Gordon repitiendo el título de la canción.
Las sesiones de estudio de The Siket Disc darían como resultado, también, el álbum The Story of the Ghost.
Desde febrero de 2009, el álbum se puede descargar en los formatos FLAC y MP3 en LivePhish.com.

## Lista de canciones
- Todas las canciones compuestas por Trey Anastasio, Jon Fishman, Mike Gordon y Page McConnell.

1. «My Left Toe» - 4:47
2. «The Name Is Slick» - 3:59
3. «What's the Use?» - 11:19
4. «Fish Bass» - 1:11
5. «Quadrophonic Toppling» - 1:58
6. «Happy Whip and Dung Song» - 5:29
7. «Insects» - 3:11
8. «Title Track» - 1:00
9. «Albert» - 2:18

## Personal
Phish
Trey Anastasio - guitarra
Page McConnell - teclados
Mike Gordon - bajo
Jon Fishman - batería
Otros
John Siket - ingeniero